# Appelmolmboorder
De appelmolmboorder (Epicallima formosella) is een nachtvlinder uit de familie van de sikkelmotten (Oecophoridae).

## Herkenning
De vlinder heeft een spanwijdte tussen de 11 en 15 millimeter. De vliegtijd is in juli en augustus, de vlinders rusten overdag op boomstammen, schuttingen en paaltjes en vliegen na zonsondergang en komen dan op licht af.

## Leefwijze
De rupsen van de appelmolmboorder leven in dood en rottend hout van bij voorkeur appel en Robinia. Vermoedelijk leven ze daar van zwammen. De rups is lichtgrijs met een kastanjebruine kop en nekschild en leeft van september tot het volgende voorjaar onder de schors van verrot hout en de verpopping vindt hier plaats in mei of juni.

## Verspreiding
De appelmolmboorder komt verspreid over Europa voor. De soort is in Nederland vrij zeldzaam en in België zeer zeldzaam en is daar slechts uit vier provincies bekend. De soort wordt vooral aangetroffen in de buurt van boomgaarden, maar ook op andere plaatsen waar rottend hout blijft liggen.